# Il braccio violento della legge Nº 2
Il braccio violento della legge Nº 2 (The French Connection II) è un film del 1975 diretto da John Frankenheimer, sèguito del più famoso e pluripremiato Il braccio violento della legge (5 Oscar e 3 Golden Globe), ancora interpretato da Gene Hackman e Fernando Rey; il film ha ricevuto comunque buoni riscontri in termini di accoglienza.

## Trama
Riprendendo da dove era terminato Il braccio violento della legge, il poliziotto della Narcotici Jimmy "Popeye" Doyle è ancora alla ricerca dell'elusivo trafficante Alain Charnier. Viene per questo inviato dal proprio capitano a Marsiglia, in Francia, per rintracciare il genio del crimine e per distruggere la sua cosca. Una volta giunto in Francia, Doyle si incontra con l'Ispettore Henri Barthélémy, che si lamenta con lui per il suo comportamento sul lavoro non esattamente ineccepibile. Doyle inizia a sentirsi come un pesce fuor d'acqua, in un paese di cui non comprende la lingua.
Viene quindi portato nel suo nuovo ufficio, che si trova proprio di fronte all'entrata dei bagni degli uomini. Dice a Barthélémy di non essere soddisfatto di questa sistemazione, sperando che si tratti solo di uno scherzo di cattivo gusto. Barthélémy informa Doyle di aver letto il suo file, di essere preoccupato per quanto ha fatto in precedenza negli Stati Uniti, e gli chiede se ha con lui una pistola, visto che la cosa è proibita in Francia per i poliziotti che provengono dall'estero.
Doyle continua a lottare con le proprie difficoltà con la lingua, e una sera cerca di ordinare da bere in un bar; alla fine riesce a farsi capire, fa conoscenza col barista dopo avergli offerto alcune bevute e dopo la chiusura del locale escono in strada ridendo e barcollando.
Determinato a trovare Charnier da solo, Popeye riesce a eludere i due poliziotti francesi che lo pedinano fin dall'inizio. Mentre Doyle assiste a una partita di pallavolo su una spiaggia, viene notato da Charnier che sta pranzando nel ristorante che si trova poco sotto.
Charnier invia i propri sgherri da Doyle, che poco dopo lo catturano, e lo portano in un albergo che si trova nei paraggi per interrogarlo.
Per alcune settimane Doyle viene drogato con eroina nel tentativo di costringerlo alla capitolazione, e in questo periodo diventa dipendente dalla droga. Ci sono varie scene che mostrano il peggioramento del suo stato: una in particolare, dove una signora anziana lo viene a trovare all'apice del suo stato confusionale. La signora gli parla, gli dice di essere inglese, di come suo figlio sia "proprio come lui" mentre gli strofina il braccio. All'inizio sembra provare compassione per lui, ma il cambio di angolo della camera di ripresa la mostra mentre gli sta rubando il suo costoso orologio da polso.
Barthélémy ha inviato numerosi poliziotti alla ricerca di Doyle e, proprio quando il cerchio si sta stringendo attorno al luogo di detenzione di Doyle, quest'ultimo viene scaricato vivo, ma oramai tossicodipendente, di fronte alla Centrale di polizia.
Nel tentativo di salvare sia la sua vita che la sua reputazione, Barthélémy mette Doyle in quarantena in una cella della stazione di polizia, e inizia così un lungo recupero dalla crisi di astinenza. Barthélémy, sostenendolo nei momenti più difficili, riesce a riportare in salute Doyle, che subito dopo ritorna sulla strada per recuperare la sua piena efficienza fisica. Fa ripartire le sue ricerche in tutta Marsiglia e riesce a trovare il luogo in cui era stato sequestrato (l'Hotel Tangers) - che è anche il nascondiglio delle partite di stupefacenti - e lo mette a fuoco.
Doyle fa irruzione in una stanza dell'albergo dove trova gli scagnozzi di Charnier, che interroga violentemente per sapere dove si trovi il loro boss.
A Doyle si uniscono Barthélémy e altri ispettori. Il raid contro Charnier e i suoi scagnozzi ha successo, ma Charnier riesce ancora una volta a fuggire. Doyle, dopo un epico inseguimento a piedi, mentre Charnier cerca di uscire dal porto di Marsiglia a bordo del suo yacht, prende la pistola, lo chiama per nome, e lo colpisce due volte uccidendolo.

## Colonna sonora
Le musiche del film sono state composte da Don Ellis, reduce dal successo del precedente episodio. Si tratta principalmente di tracce moderniste con numerosi contorni jazz.
Un disco abbinato alla colonna sonora del primo film è stato pubblicato da Film Score Monthly.

## Accoglienza
Sebbene il film non abbia raggiunto il successo sperato, è stato comunque ben accolto dalla critica. Secondo le stime del sito di recensioni Rotten Tomatoes l'80% dei voti ha favorito l'opera.

## Seguito
Il successo incontrato da Popeye Doyle coinvolse la NBC, la quale era intenzionata a svilupparne la storia per trarne una serie televisiva. Nel 1986 venne quindi realizzato Il braccio violento della legge 3, con Ed O'Neill nel ruolo di Doyle. Inizialmente concepito come episodio pilota di una serie per la televisione, a seguito dell'annullamento del progetto venne mandato in onda come film TV.
La sceneggiatura per un terzo film, che prevedeva sempre Hackman come protagonista venne scritta, ma col cambio del regista, il protagonista abbandonò il progetto e il film divenne I falchi della notte, con  protagonista Sylvester Stallone.